# Phillip Cribb
Phillip James Cribb (* 1946) ist ein britischer Botaniker. Sein botanisches Autorenkürzel lautet „P.J.Cribb“.

## Leben und Wirken
Cribb studierte an der University of Cambridge und promovierte 1972 an der University of Birmingham.
Er war Kurator des Orchideen-Herbariums an den Royal Botanic Gardens (Kew) und galt als Experte für die Nomenklatur und Taxonomie der Orchideen. Die Orchideengattung Paphiopedilum wurde von ihm bearbeitet. Cribb engagierte sich für den Schutz der Orchideen an ihren natürlichen Standorten.

## Ehrungen
Nach Cribb benannt sind die Gattungen Cribbia Senghas und Neocribbia Szlach. aus der Familie der Orchideen.

## Werke (Auswahl)
- P. Cribb: The Genus Paphiopedilum. The Royal Botanical Garden (1987).
- P. Cribb, C. Bailes: Hardy orchids. Timber Press (1989).
- P. Cribb: The forgotten orchids of Alexandre Brun. New York (1992).
- P. Cribb: The Genus Cypripedium (1997).
- P. Cribb: Slipper Orchids of Borneo (1997), ISBN 983-812-018-9
- Helmut Bechtel, Phillip Cribb and Edmund Launert: Orchideenatlas. Stuttgart 1980.
- Helmut Bechtel, P. Cribb and Edmund Launert: The Manual Of Cultivated Orchid Species (1998).